# جی‌دی.کام
جی‌دی.کام (انگلیسی: JD.com) شرکت تجارت الکترونیک هنگ کنگی است، که در سال ۱۹۹۸ تأسیس شد.